# Доверие
Доверие в социологии и психологии — открытые взаимоотношения между людьми (либо между человеком и субъектом), содержащие уверенность в порядочности другого человека (субъекта), с которым доверяющий находится в тех или иных отношениях. Доверие считается основой всех социальных институтов. В таком качестве исследовалось в этнометодологии.

## Характеристика
Главным и первым признаком доверия является наличие такого факта во взаимоотношениях, как верность. Это готовность по взаимодействию и обмену конфиденциальной информацией, а также определёнными особыми действиями между субъектами. Доверие зависит от степени соблюдения оговорённых правил, а также от умения правильно действовать, достигая обозначенной цели для субъектов, даже в случаях, когда некоторые правила не оговорены.
Доверие может иметь финансовый или личный характер. Финансовое доверие может выражаться в одалживании средств или возложении полномочий по управлению имуществом. Признаком личного доверия служит откровенность, готовность делиться интимной, секретной информацией.
Социолог Ильясов Ф. Н. на основании предыдущих исследователей, а также на основании собственного изучения доверия людей к политическим деятелям и партиям, брендам и организациям, выделяет два существенных аспекта доверия: доверие является психологической установкой, а также несвязанность доверия и недоверия как независимых и самостоятельных сущностей (одному и тому же объекту/субъекту можно одновременно и доверять, и не доверять). Ожидание вреда и/или пользы идентифицируют доверие и недоверие. На основании проведённых исследований Ф. Н. Ильясов предлагает следующее понимание:

«Доверие — это совокупность представлений и настроений субъекта:

1. отражающих его ожидания того, что объект будет реализовывать некоторые функции, способствующие увеличению или сохранению ресурсов субъекта;
2. проявляющихся в готовности субъекта делегировать объекту реализацию этих функций.

Соответственно, недоверие — это ожидания выполнения функций, приводящих к уменьшению ресурсов субъекта, приводящие к отказу делегировать объекту выполнение соответствующие функций». Доверие по своей психологической природе является установкой по отношению к политикам, политическим партиям, маркам производителей, товарам, банками и т. д.

## История исследований доверия
Конфуций считал, что конфуцианские принципы гуманности, законности, доброты и мудрости основаны на доверии, которое лежит в основании этих принципов.

## Роль доверия в развитии общества
Интересный труд по данной тематике представил Фрэнсис Фукуяма. В его книге «Доверие: социальные добродетели и путь к процветанию» (англ. «Trust: The Social Virtues and the Creation of Prosperity») взяты отдельные экономические, политические и социальные модели реальных стран, с разным уровнем доверия (Россия, США, Англия, Франция, Германия, Япония, КНР, КНДР и пр.). Автор рассматривает различные модели управления, введённые в этих странах, «линию» правительства, роль внутрисемейных отношений и воспитания, открытых религиозных организаций и закрытых сект и пр. Все аспекты сплетаются в единую систему, основанную на цифрах и логике, при помощи этой системы автор с лёгкостью показывает важность доверия в пост-индустриальную эпоху.
Фукуяма считает, что успех капитализма в различных сообществах определяется не финансовыми факторами, а доверием. Именно оно обеспечивает экономическое благополучие общества. Чтобы бизнес вышел за границы семейного, отдельные семьи и предприятия должны доверять друг другу. Семья и государство существуют во всех современных сообществах. Остальные группы, находящиеся между этими понятиями, в разных обществах отличаются. Доверие — это способность людей объединяться вне пределов семьи и без помощи государства. Фукуяма анализирует влияние на экономический успех или неудачу современных сообществ такой культурной особенности, как доверие. Успешные, на его взгляд, сообщества (США, Германия, Япония) характеризуются высоким уровнем доверия. Менее успешные сообщества (по мнению Фукуямы, это не только Россия, Китай, но и Франция) похожи в том, что бизнес тут ведут семьи или государство, а ассоциации среднего уровня (общины, общества, кружки и т. п.) не развиты.
Фактически в политологических и этнометодологических рассуждениях доверие выступает в двух ролях. Во-первых, как вера в порядочность, доброжелательность другого человека или, в критических ситуациях, как вера обоих агентов принадлежность к одному и тому же сообществу (нации), требующая от них той или иной степени солидарности.
Во-вторых, доверие понимается как готовность следовать правилам игры (институтам), принятым в обществе, например, отдавать долги, выполнять должностные обязанности, следовать принятым обычаям.
Эти две роли связаны между собой, но не пропорциональны друг другу. Уровни требований к выполнению правил в разных обществах существенно отличаются друг от друга. По устойчивости институтов общества делятся на тёплые и холодные.
Холодные общества — это те общества, где люди договорились о правилах игры (неважно, как они называются — законы, обычаи, традиции, сакральные заповеди и т. д.) и более не нуждаются в налаживании личных отношений для разрешения стандартных ситуаций (наиболее близки к этой дефиниции западные страны и страны Юго-Восточной Азии). В таких обществах основное разнообразие институтов сосредоточено на верхних уровнях их иерархии и предназначено для разрешения сложных ситуаций.
Тёплые общества — это те, где люди, наоборот, не сумели договориться об общих правилах и вынуждены компенсировать их отсутствие (иначе говоря, одновременное существование различных правил) личными взаимоотношениями (в том числе коррупционного характера) или временными драконовскими правилами и виртуальной мистической связью каждого с вождём. Отсутствие действенного права вынуждает перманентно обращаться к его первоисточникам, в том числе представлениям о справедливости, поэтому справедливость, часто понимаемая как всеобщее равенство доходов и даже равное бесправие, занимает высокое место в шкале ценностей. И в то же время отсутствие регулятора справедливости (права, обычая и т. д.) очень часто ведёт к большей несправедливости и большему имущественному расслоению, чем в холодных обществах. В настоящее время можно даже указать формальный экономический критерий выделения тёплых обществ — значение коэффициента Джини ≥ 0,4-0,5. Нетрудно заметить, что к тёплым культурам прежде всего относится Россия и её западные соседи, а также Латинская Америка. Также на доверии основано социальное влияние.
В России вопросами доверия и его влияния на экономическое развитие общества занимается декан экономического факультета МГУ А. А. Аузан. С точки зрения Аузана, увеличение уровня доверия в России с 25 % до 63 % приведёт к росту на 69 % ВВП на душу населения. При этом уровень доверия можно изменить потому, что этот уровень определяется врождёнными факторами лишь на 5 % — 20 %. Кроме того, если уровень полного доверия в России низкий, то уровень доверия «в некоторой степени» существенно выше. В России более высокий уровень доверия у людей с высшим образованием и у людей старше 45 лет, что Аузан связывает с опытом человека. Из всех институтов наибольшим доверием у россиян (59 % по данным исследования РВК и ИНП 2018, 2020 гг.) пользуются онлайн-платформы, такие как агрегаторы такси и доставки продуктов. С 2014 года значительно вырос уровень доверия россиян к армии (по данным Левада-центра в августе 2020 года составил 66 %). Аузан считает, что развитие цифровых платформ способно быстро повысить уровень доверия в обществе. Для повышения уровня доверия в российском обществе учёным предложено несколько механизмов (что приведёт к значительному экономическому росту в течение сравнительно короткого периода): развитие и конкуренция онлайн-платформ (приведёт к снижению затрат и росту товарооборота); на больших производственных предприятиях изменение системы управления с иерархической на сетевую (приведёт к росту производительности труда); внедрение коллегиального управления и контроля над силовыми структурами (приведёт к реализации потенциала МСП и росту ВРП в регионах); внедрение селективных налогов и партиципаторного бюджетирования (приведёт к эффективному расходованию бюджетных средств и росту использования населением сбережений как инвестиций); применение новых образовательных и культурных инструментов, таких, как коллективные обучающие технологии и общественные пространства (приведёт к увеличению инновационной деятельности людей).
Доверие снижает трансакционные издержки, что например проявляется при применении блокчейн технологий.

## Доверие в бизнесе
Американский консультант Стивен М. Р. Кови (англ. Stephen M. R. Covey) (эксперт и консультант по вопросам доверия и высокой производительности, лидерства и этики, автор книги «Скорость доверия», генеральный директор и соучредитель компании CoveyLink) обосновывает, что рост доверия в бизнесе значительно увеличивает скорость достижения результатов и сокращает издержки. Кови выделил пять уровней рассмотрения доверия: 1) доверие себе; 2) доверие во взаимоотношениях (как межличностных, так и профессиональных); 3) доверие в организации (как к системе, так и к процессам); 4) доверие на уровне внешних стейкхолдеров (на уровне рыночных отношений); 5) общественное доверие в целом. С.М.Р.Кови считает, что доверие в бизнесе распространяется изнутри наружу организации, от первого уровня к пятому.
С точки зрения Кови, для доверия не является обязательным наличие двух сторон (доверяющего, и того, кому доверяют). Первым уровнем, из которого произрастает доверие, является доверие к самому себе. Доверие себе основано на уверенности человека в свои возможности, а также компетенции человека ставить себе цели и достигать их, соблюдать свои обязательства, которые ранее взял на себя. Для реализации доверия к себе важно сочетание нескольких факторов: вера в себя (является основным принципом для разворачивания доверие себе) в сочетании с характером индивида (например, честностью) и компетентностью (возможностями человека и ранее реализованными цели). На этом уровне важно, чтобы поведение соответствовало собственным мыслям человека, его намерениям.
Следующим уровнем разворачивания доверия является межличностный, для которого главным принципом является последовательное поведение. Для формирования доверия на уровне межличностного доверия необходимо, чтобы поведение человека соответствовало словам, говоримым этим человеком (так как слова вызывают надежду и ожидания в этом другом человеке). Возможность доверять другому человеку влияет на уровень взаимоотношений с ним. В этом случае, доверие создаёт взаимность, может использоваться для мотивации сотрудников, применяется для лидерства и, в конечном случае, для достижения целей.
На уровне организационного доверия существует, создаётся и поддерживается доверие среди всех участников организации. В этом случае цели организации достигаются с меньшими издержками, быстрее и легче. На этом уровне для увеличения организационного доверия применяется принцип согласования как на уровне работников, так и на уровне, процессов, систем, структур и политик.
На уровне внешних (по отношению к организации) стейкхолдеров (заинтересованных сторон) основным принципом формирования доверия является управление репутацией. Этот уровень доверия можно назвать рыночным доверием. Здесь репутация в первую очередь подразумевает бренд компании и ведёт к желанию приобрести продукцию или услугу компании и/или инвестировать в компанию.
Пятый уровень. рассматриваемый Кови, — это общественное доверие. Основным принципом формирования такого доверия Кови рассматривает понятие общественно полезный «вклад», ценность. Доверие в обществе возрастает, если возрастает вклад компании, который полезно влияет на общество в целом и/или людей как часть общества в целом.

## Психологическая безопасность
Доверие между членами группы является важным фактором психологической безопасности в группе. То есть обстановки в организации, коллективе, семье и других социальных ячейках, позволяющей членам группы действовать, не опасаясь негативных последствий, связанных с самооценкой, статусом или карьерой (Kahn 1990, p. 708). В психологически безопасных группах люди чувствуют себя оценёнными по достоинству и уважаемыми. Результаты исследований показывают, что психологическая безопасность есть наиболее важное условие для развития групповой динамики и командного обучения.